# 卡尔-约阿希姆·许尔特
卡尔-约阿希姆·许尔特（德語：Karl-Joachim Hürter，1960年10月21日—），德国男子曲棍球运动员。他曾代表西德国家队参加1984年夏季奥林匹克运动会曲棍球比赛，获得一枚银牌。